# 916-os busz (Pécs)
A pécsi 916-os jelzésű autóbusz egy megszűnt éjszakai autóbuszvonal, a járatok az Árkád - Petőfi S. u. - Egyetemváros - Építők útja - Uránváros útvonalon közlekedtek.

Ellenkező irányban 926-os jelzéssel közlekedett.

## Útvonala
A járatok útvonala:
| Árkád - Uránváros: |
| --- |
| - Árkád - Nagy Lajos király út - József Attila utca - Petőfi Sándor utca - Hungária utca - Szigeti út - Tüzér utca - Ybl Miklós utca - Esztergár Lajos utca - Páfrány utca - Uránváros |

## Hasznos linkek
- Az PK Zrt. hivatalos oldala
- Menetrend
- Megnézheti, hol tartanak a 916-os buszok